# Lijst van indoor arena's in België
Dit is een lijst van overdekte arena's in België, gerangschikt op capaciteit volgens zit en staanplaatsen. Bij bepaalde arena's zijn geen staanplaatsen gerekend, omdat ze vooral voor sportevenementen worden gehouden.

## Huidige arena's
| Afbeelding | Stadion                | Capaciteit zittend | Capaciteit staand | Stad      | Team                        | ingehuldigd |
| ---------- | ---------------------- | ------------------ | ----------------- | --------- | --------------------------- | ----------- |
|            | Sportpaleis            | 15.089             | 23.001            | Antwerpen | Geen                        | 1933        |
|            | Trixxo Arena           | 9,946              | 18.000            | Hasselt   | Geen                        | 2004        |
|            | ING Arena              | ±5.000             | 15.000            | Brussel   | Geen                        | 2013        |
|            | Flanders Expo          | 9.000              | 13.000            | Gent      | Geen                        | 1987        |
|            | Vorst Nationaal        | 8.400              | 8.400             | Brussel   | Geen                        | 1970        |
|            | Spiroudome             | 6.330              | 6.330             | Charleroi | Spirou Charleroi            | 1992        |
|            | Lotto Arena            | 5.218              | 8.050             | Antwerpen | Antwerp Giants              | 2007        |
|            | Topsporthal Vlaanderen | 5.000              | 5.000             | Gent      | Geen                        | 2000        |
|            | Country Hall de Liège  | 4.783              | 7.123             | Luik      | Liège Basket                | 1972        |
|            | COREtec Dôme           | 4.779              | 4.779             | Oostende  | BC Oostende                 | 2006        |
|            | Hall du Paire          | 4.000              | 4.000             | Pepinster | Royal Basket Club Pepinster | 2006        |
|            | Expodroom              | 3.900              | 3.900             | Bree      | Geen                        | 2001        |
|            | Mons.Arena             | 3.700              | 3.700             | Bergen    | Belfius Mons-Hainaut        |             |
|            | Sporthal Arena         | 2.100              | 2.100             | Deurne    | Geen                        | 1966        |